# La sirena de les aigües verdes
La sirena de les aigües verdes (títol original en anglès: Underwater!) és una pel·lícula estatunidenca dirigida per John Sturges, estrenada el 1955. Ha estat doblada al català.

## Argument
En algun lloc a les Caraïbes, Dominique Quesada (Gilbert Roland) marxa, acompanyat d'un amic, Johnny Gray (Richard Egan), de l'esposa d'aquest Thérésa (Jane Russell), d'un sacerdot, el Pare Cannon (Robert Keith) i de Gloria (Lorie Nelson), a la recerca de les restes d'un galió espanyol. Al fons del mar des de fa tres segles, el vaixell conté un fabulós botí. Els tres aventurers trobaran molts obstacles en la seva perillosa caça del tresor...

## Repartiment
- Jane Russell: Theresa Gray
- Gilbert Roland: Dominic Quesada
- Richard Egan: Johnny Gray
- Lori Nelson: Gloria
- Robert Keith: Pare Cannon
- Joseph Calleia: Rico Herrera
- Eugene Iglesias: Miguel Vega
- Ric Roman: Jesus

## Al voltant de la pel·lícula
Acabada el 1954 i estrenada el1955, la pel·lícula es va beneficiar d'una àmplia publicitat gràcies a Howard Hughes. Portant dos-cents periodistes fins a Silver Spings (a Florida, a bord d'un avió Lockheed Constellation, els va fer compartir un banquet abans d'equipar-los amb vestits d'immersió i amb ampolles d'oxigen. La primera projecció de la pel·lícula es va fer a vuit metres de profunditat, en un petit llac en el fons del qual havien estat instal·lades les seus i havia estat condicionada una sala de projecció.
És l'última pel·lícula de l'actriu Jane Russell amb els Estudis RKO. Aquesta pel·lícula d'aventures va tenir un fort èxit en la seva estrena el 1955, sobretot per les seves nombroses i sorprenents escenes d'acció submarines.